# Нгорореро (район)
Нгорореро (руанда Akarere ka Ngororero, англ. Ngororero District, фр. District de Ngororero) — один из семи районов Западной провинции Руанды. Административный центр — город Нгорореро.

## География
Район занимает территорию 678 км2 и находится в западной части страны. На севере граничит с районом Ньябиху, на северо-востоке с районом Гакенке, на западе с районом Рутсиро, на юге с районом Каронги, на востоке — с районом Муханга. Центр района, город Нгорореро, находится в 59 километрах к северо-западу от столицы страны Кигали.

## Деление
В административном отношении район поделён на 13 секторов: Бвира, Гатумба, Кабая, Кагейо, Кавуму, Матьязо, Муханда, Мухороро, Нгорореро, Ндаро, Ньянге, Сову и Хиндиро.

## Население
| 2002    | 2012    |
| ------- | ------- |
| 282 249 | 333 713 |